# Sigridea
Sigridea es un género de hongos liquenizados en la familia Roccellaceae.